# Богорський ботанічний сад
Богорський ботанічний сад (індонез. Kebun Raya Bogor) — ботанічний сад в місті Богор (Індонезія). Ботанічний сад є членом Міжнародної ради ботанічних садів з охорони рослин (BGCI) і має код BO.

## Графік роботи
Ботанічний сад відкритий з 8:00 до 17:00 щодня, оранжерея орхідей — з 8:00 до 15:30.

## Загальний опис

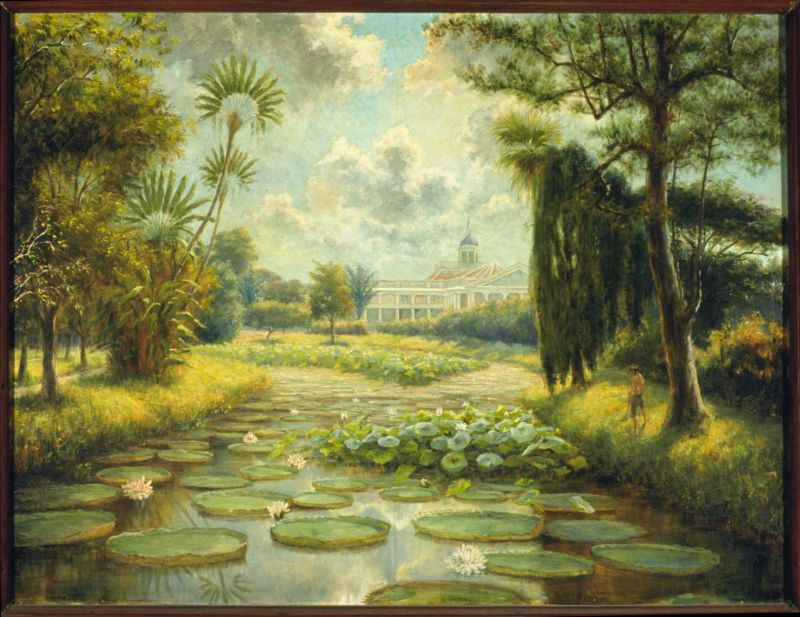
«Бейтензорзький палац», художник Макс Флейшер, 1899

Ботанічний сад розташований в місті Богор провінції Західна Ява, в 60 км на південь від Джакарти. Управляється Індонезійським інститутом науки. Сад розташований в самому центрі міста і примикає до літнього президентського палацу (в колоніальний період — літній палац генерал-губернатора нідерландської Ост-Індії). Ботанічний сад займає площу в 87 гектарів і містить майже 15 000 видів дерев і рослин різного походження. Через особливості свого географічного положення навіть в сухий сезон дощ у Богорі йде майже щодня, що дуже сприятливо для тропічних рослин.
Сад заснований у 1817 році за розпорядженням генерал-губернатора Нідерландської Ост-Індії Годерта Ван дер Капеллена як «Національний бейтензорзькій ботанічний сад» (Бейтензорг — голландська назва Богора). Богорський ботанічний сад є найстарішим ботанічним садом в Південно-Східній Азії.

## Історія

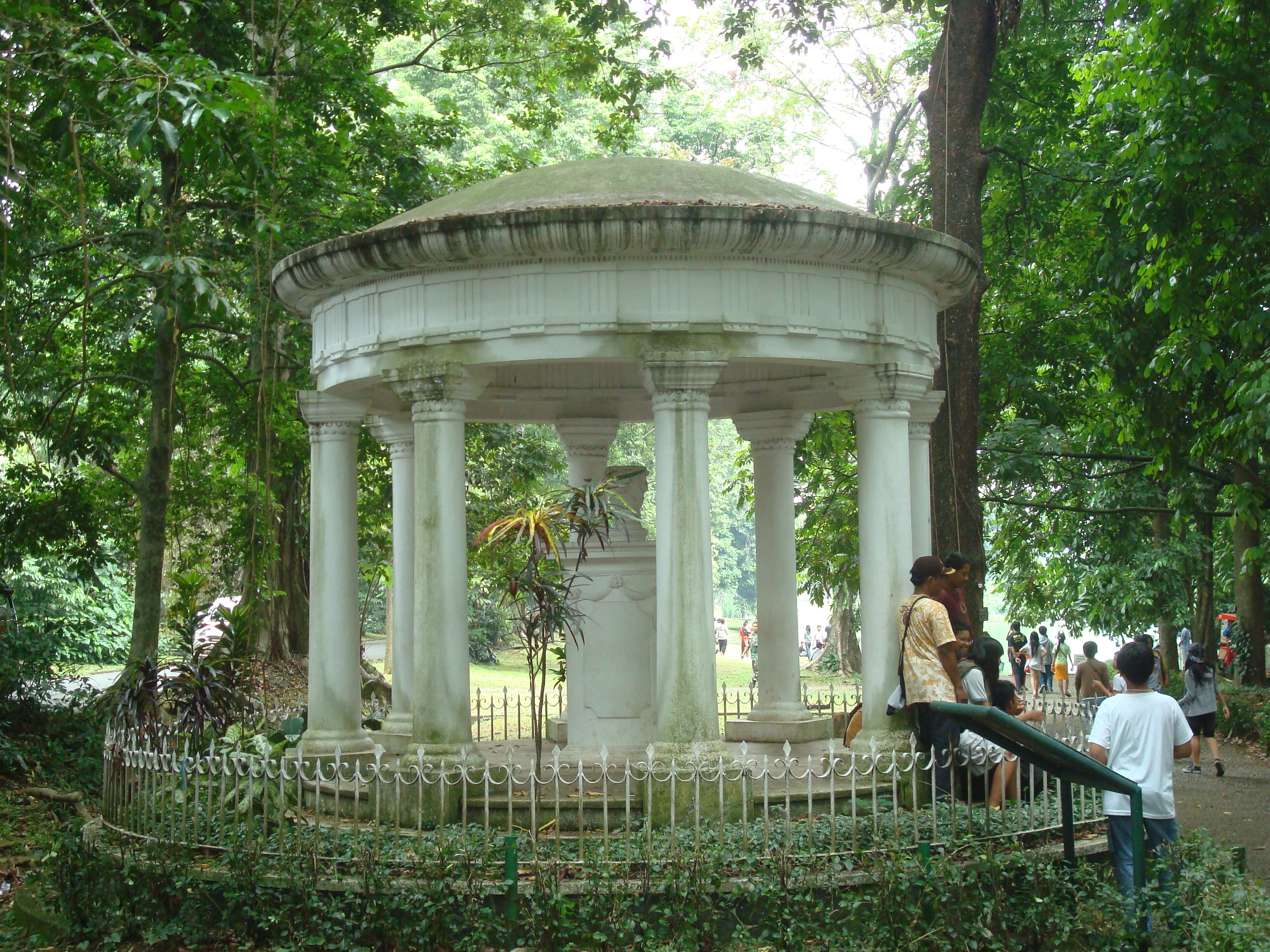
Меморіал Олівії Рафелз

Оранжерея орхідей

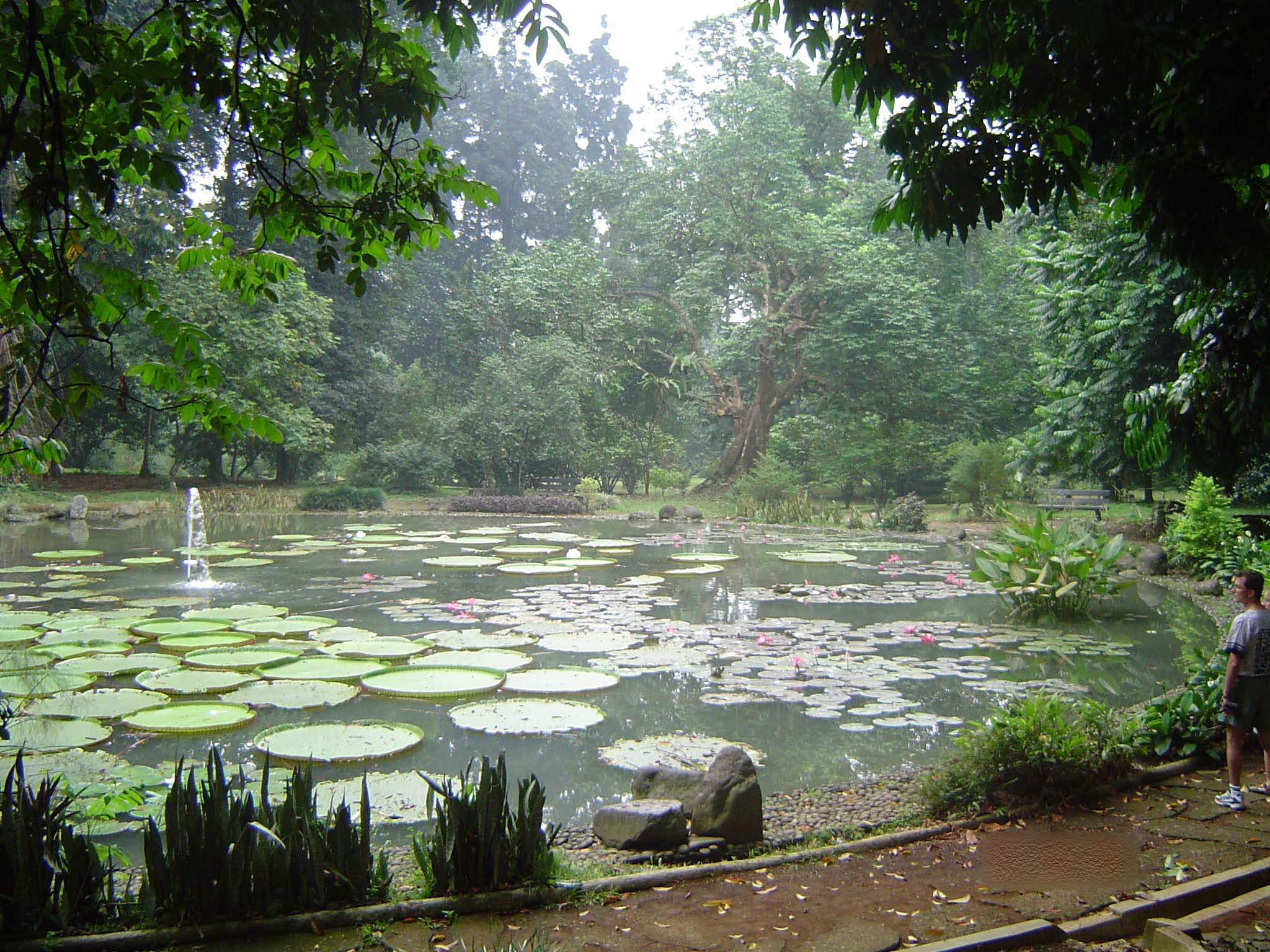
Сад водних рослин

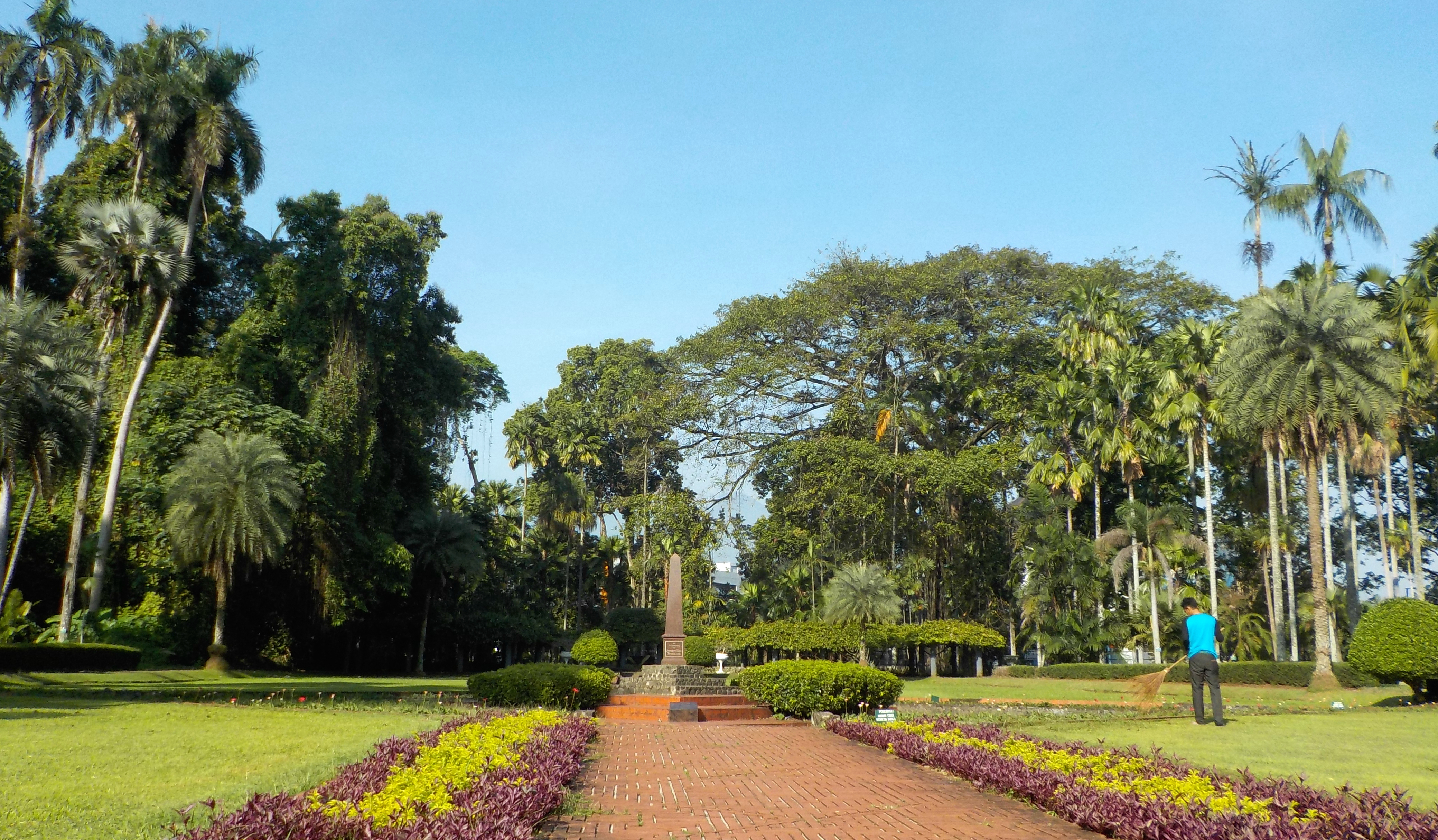
Сад Тейсманна

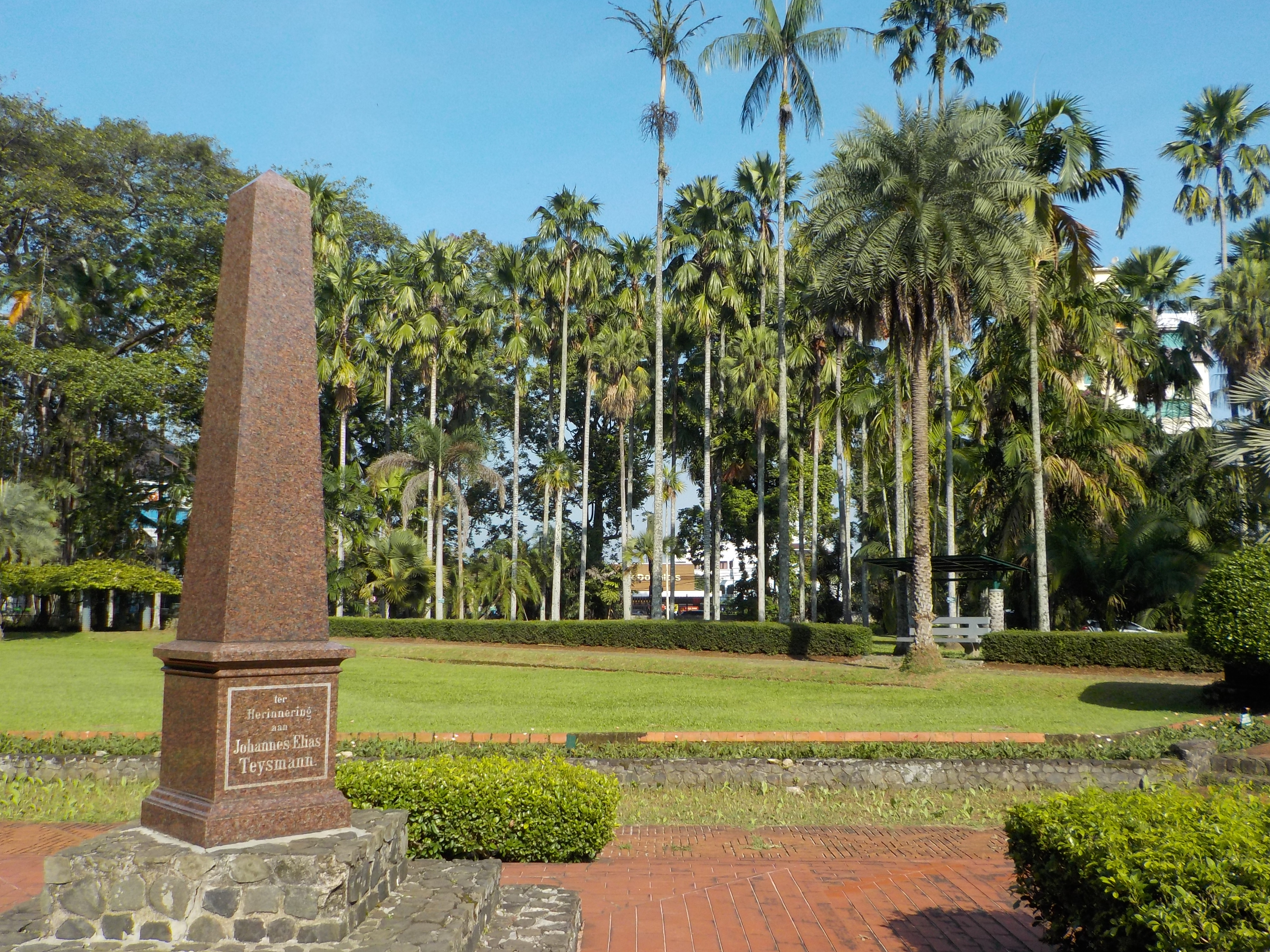
Пам'ятник на честь Йоганнеса Еліаса Тейсманна

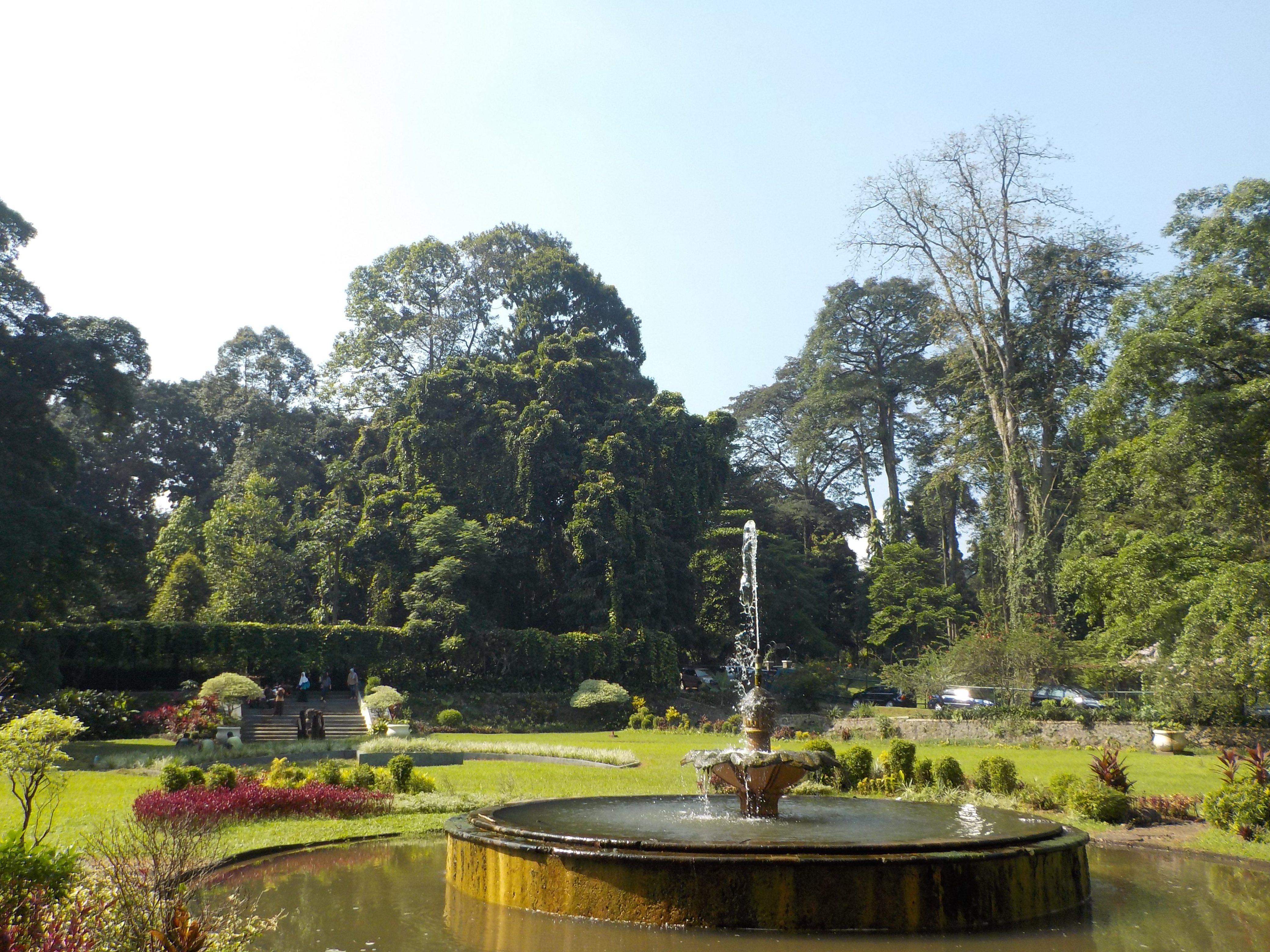
Фонтан в центрі сада Суджана Кассана

Район, в якому знаходиться ботанічний сад, був частиною саміду (штучного лісу), який був створений в епоху, коли магараджа Прабу Сілівангі (1474—1513) правив Зондським Королівством. Ліс прийшов в запустіння після краху королівства в 16-м столітті. У 1744 році голландська Ост-Індійська компанія побудувала тут палац і заклала сад.
Після британського вторгнення на Яву у 1811 році Стамфорд Рафелз був призначений лейтенант-губернатором острова і Бейтензорзький палац став його резиденцією. Під час його правління сад був знову впорядкований, але вже в англійському стилі. Дружина губернатора, Олівія Рафелз, померла в Бейтензорзі 26 листопада 1814 року і була похована в Батавії. На її честь у парку було збудовано Меморіал.
У 1814 році був укладений англо-голландський договір, за яким Велика Британія повертала Нідерландам частину захоплених в період наполеонівських воєн колоній, в тому числі і сучасну Індонезію. У 1816 році договір набрав чинності, і Нідерланди послали чиновників відновити контроль над колонією. Серед них був ботанік німецького походження на ім'я Каспар Георг Карл Рейнвардт, призначений керівником сільського господарства, науки і мистецтва колонії. Через рік він запропонував створити ботанічний сад, ця ідея була підтримана генерал-губернатором Ван дер Капелленом.
Сад був офіційно заснований 18 травня 1817 року. Першим директором ботанічного саду став Рейнвард, який керував садом протягом 5 років. Разом з Рейнвардтом сад створювали Вільям Кент з Голландії і Джеймс Хупер з Королівських ботанічних садів в К'ю. Рослини і насіння для ботанічного саду збиралися з усього архіпелагу. Велика частина роботи Рейнвардта в області таксономії була каталогізована його наступником Карлом Людвігом Блюме в 1823 році, який зафіксував у саду 914 видів рослин.
У 1830 році голландський ботанік Йоганнес Еліас Тейсманн став директором Богорського ботанічного саду і більше 50 років займався поліпшенням та розвитком саду. Сім років потому німецький ботанік Юстус Карл Хаскарл був призначений його помічником. Хаскарл переконав директора організувати посадки в саду за родами рослин. Хаскарл запропонував заснувати бібліотеку і побудувати окрему будівлю для гербарію. Бібліотека відкрилася у 1842 році, гербарій — у 1844 році. У 1844 році Тейсманн створив другий каталог рослин ботанічного саду, в якому перераховані понад 2800 видів. У 1852 році створено філію ботанічного саду площею 120 га поблизу гірського міста Чібодас, що дозволило вирощувати і субтропічні рослини.
У 1848 році сад отримав чотири насіння західно-африканської олійної пальми, з яких були вирощені саджанці, що дали початок промисловості пальмової олії в регіоні. Завдяки Хаскарлу, який у 1854 році таємно вивіз паростки хінного дерева з Перу, ботанічний сад також зіграв важливу роль акліматизації хінних дерев на Яві, що в кінцевому підсумку зробило острів найбільшим виробником хініну для лікування малярії. Зусиллями Тейсманна ботанічний сад був відділений від палацового саду і став незалежною установою 30 травня 1868 року.
Наступні керівники ботанічного саду, Рудольф Шеффер і Мелхиор Трейб, перетворили сад в провідний регіональний центр біологічних досліджень. У 1876 році Шеффер, який був зацікавлений у розвитку сільського господарства, заснував «економічний сад» на деякій відстані від Бейтензорга. Там він експериментував з такими культурами, як кавове дерево, гевея, тютюн, соя і рис.
Мелхиор Трейб став директором саду у 1880 році, в період його керівництва засновані: ботанічна лабораторія (1884 р.), зоологічний музей (1894 р.) і морська науково-дослідна лабораторія (1904 р.), крім того у 1892 році площа саду збільшилась на 60 гектарів.
З середини XIX століття сад користувався широкою міжнародною популярністю, його часто відвідували натуралісти багатьох країн для проведення досліджень. У 1927 році в зв'язку зі зростаючою колекцією рослин сад був продовжений на схід від річки Чилівунг. Частина нової секції саду була організована так само, як і головний сад, на решті території розбивалися великі клумби, створювалися водойми, прокладалися широкі алеї, будувалися чайні будиночки і оранжереї для орхідей. На честь візиту в ботанічний сад бельгійської принцеси Астрід в 1928 році була прокладена алея Астрід, прикрашена вражаючою кількістю канн різних кольорів.
30 січня 1941 року був відкритий новий філіал саду площею 85 га біля міста Пурвудаді у Східній Яві, який був призначений для тропічних рослин сухої зони. В період японської окупації Індонезії в 1942—1945 роках сад продовжував працювати. У 1943 році його директором був призначений японський ботанік Такеносін Накаї.
Після здобуття Індонезією незалежності в кінці 1940-х років сад був перейменований в Центр вивчення природи, потім — в Богорський ботанічний сад. У 1959 році на острові Балі під містечком Бедугул була відкрита четверта філія Богорського ботанічного саду — ботанічний сад Балі площею 157,5 гектара.

## Колекція

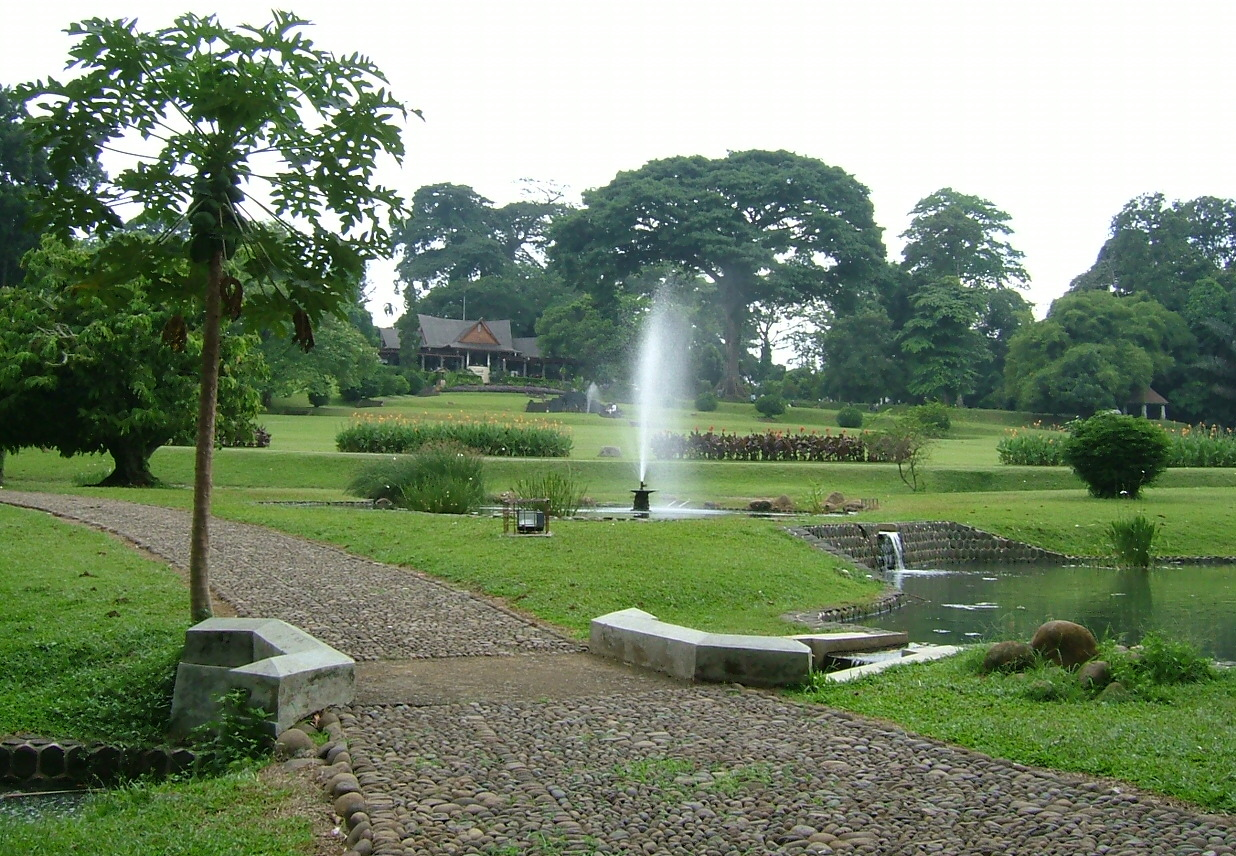
Куточок ботанічного саду

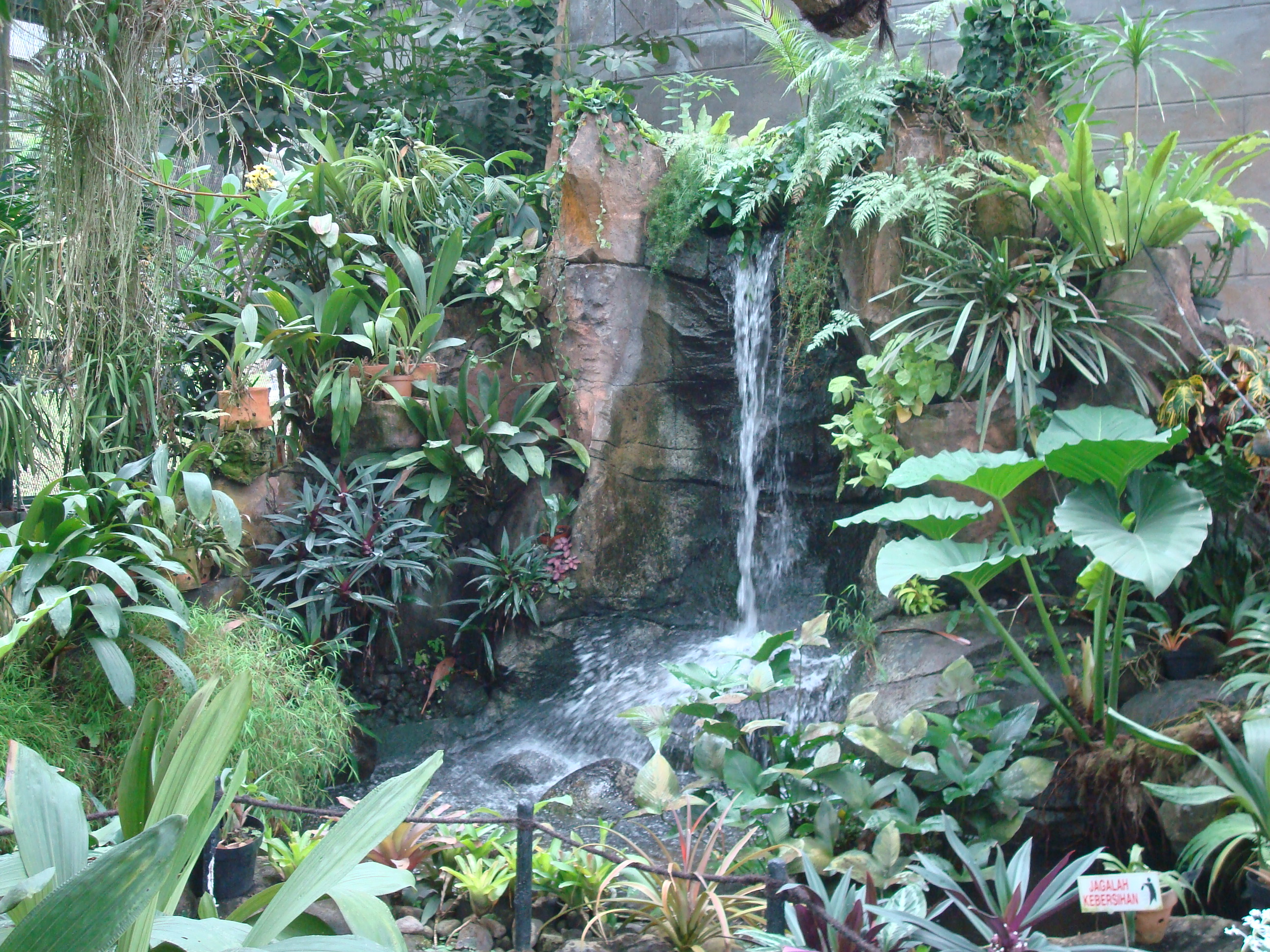
Водоспад

### Ставок
На південь від президентського палацу знаходиться ставок, де росте Victoria amazonica, насіння цієї рослини були отримані з Амстердамського ботанічного саду у 1860 році. Пам'ятники, присвячені леді Рафелз і Каспару Рейнвардту, розташовані поблизу ставка.

### Сад ароїдних видів флори
Сад ароїдних видів флори був створений у 2010 році. Цей сад складається переважно з родів Schismatoglottis, Homalomena, Colocasia і деяких видів і сортів таких рослин, як Philodendron, Rhaphidophora. Близько 10 дерев висотою понад 2 метра було посаджено тут, щоб захистити рослини від прямого впливу сонячних променів.

### Сад Тейсманна
Цей невеликий сад був створений у 1884 році Мелхіором Трейбом як меморіал Йоганнеса Еліаса Тейсманна. У центрі саду знаходиться пам'ятник Тейсманну, побудований з використанням граніту, привезеного з Берліна.

### Водний сад
Водний сад призначений виключно для водних і болотяних рослин, забезпечуючи ідеальне середовище існування для водяних лілій, риб і птахів, що мешкають в парку.

### Медичний сад
У медичному саду ростуть рослини, які зазвичай використовуються для виготовлення лікарських інгредієнтів і траволікування. Рослини розділені на різні секції в залежності від їх розміру і виду.

### Мексиканський сад
Мексиканський сад присвячений рослинам пустелі, тут росте приблизно 100 видів кактусів, агави, юкки і сукулентів з Азії та Америки.

### Сад Суджана Кассано
Сад розташований в північно-східному кутку ботанічного саду і створений в пам'ять про Суджана Кассана, який керував Богорським ботанічним садом з 1959 по 1964 рік.

### Орхідеї
Колекція орхідей сформована переважно з дикорослих видів, які налічують близько 500 видів з більш ніж 100 родів. Grammatophyllum speciosum, найбільша орхідея у світі, також представлена в колекції.

## Директора ботанічного саду
- 1817-1822: Каспар Георг Карл Рейнвардт
- 1823-1826: Карл Людвіґ Блюме
- 1830-1869: Йоганнес Еліас Тейсманн
- 1869-1880: Рудольф Шеффер
- 1880-1905: Мелхиор Трейб
- 1905-1918: Якоб Християн Конінсбергер
- 1918-1932: Віллем Маріус Доктерс ван Льовен
- 1932-1943: Херман Ернст Вольф ван Вюльфінг
- 1943-1945: Такеносін Накаї
- 1948-1951: Дірк Фок ван Слотен
- 1951-1959: Кусонто Сетьйодівірджо
- 1959-1969: Суджана Кассан
- 1969-1981: Дідін Састрапраджа
- 1981-1983: Маді Срі Прана
- 1983-1987: Усеп Сутісна
- 1987-1990: Сампурно Кадарсан
- 1990-1997: Сухірман
- 1997-2002: Деді Дарнеді
- 2002-2008: Іраваті
- 2008-2013: Мустаід Сірегар
- з 2013 року: Дідік Відьятмоко

## Галерея

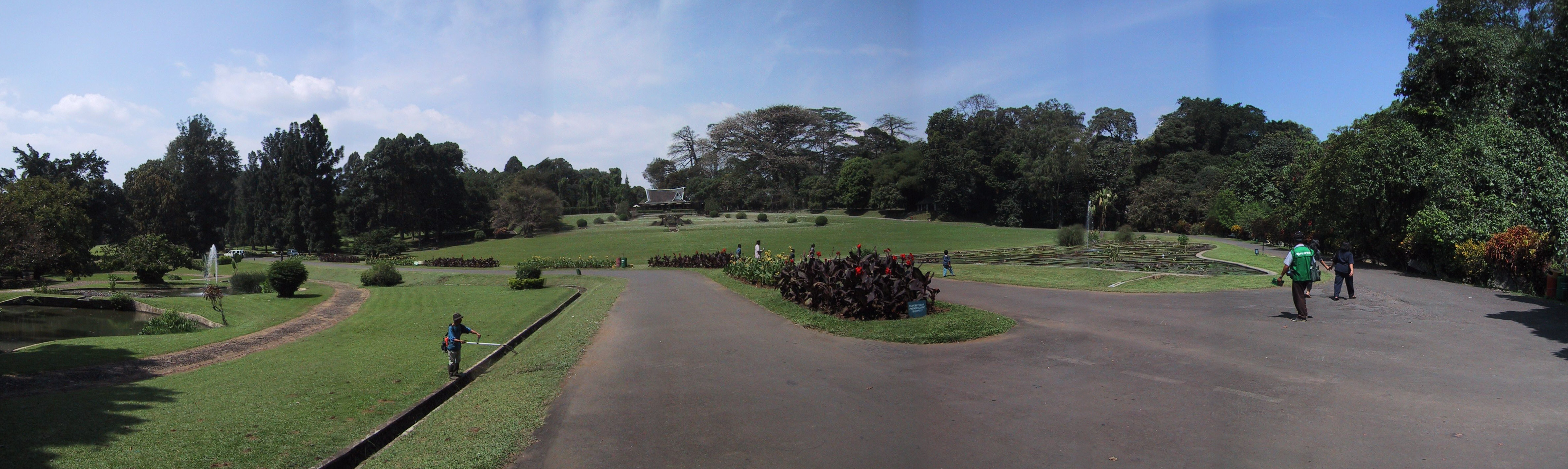
Алея Астрід

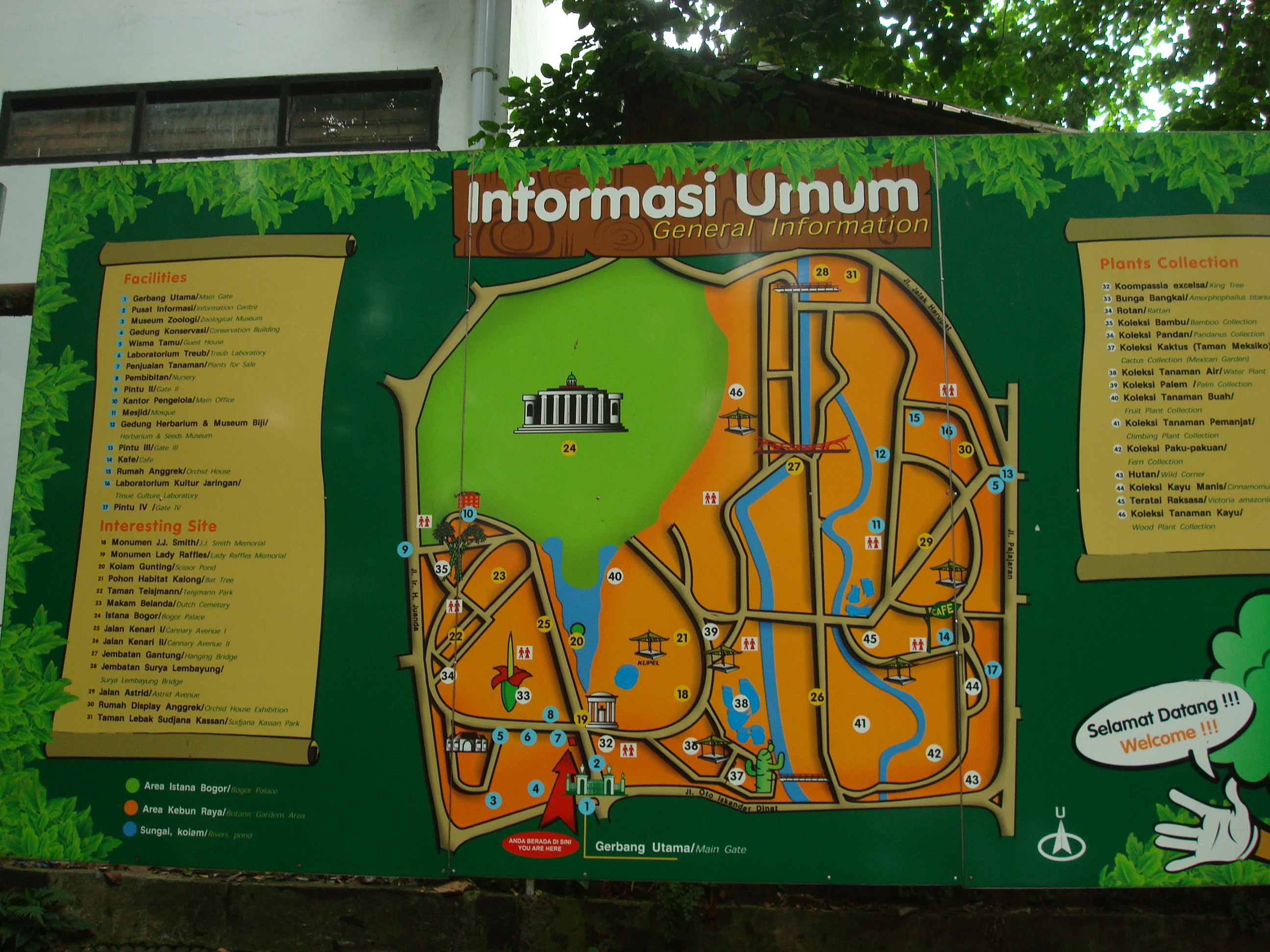
Схема ботанічного саду
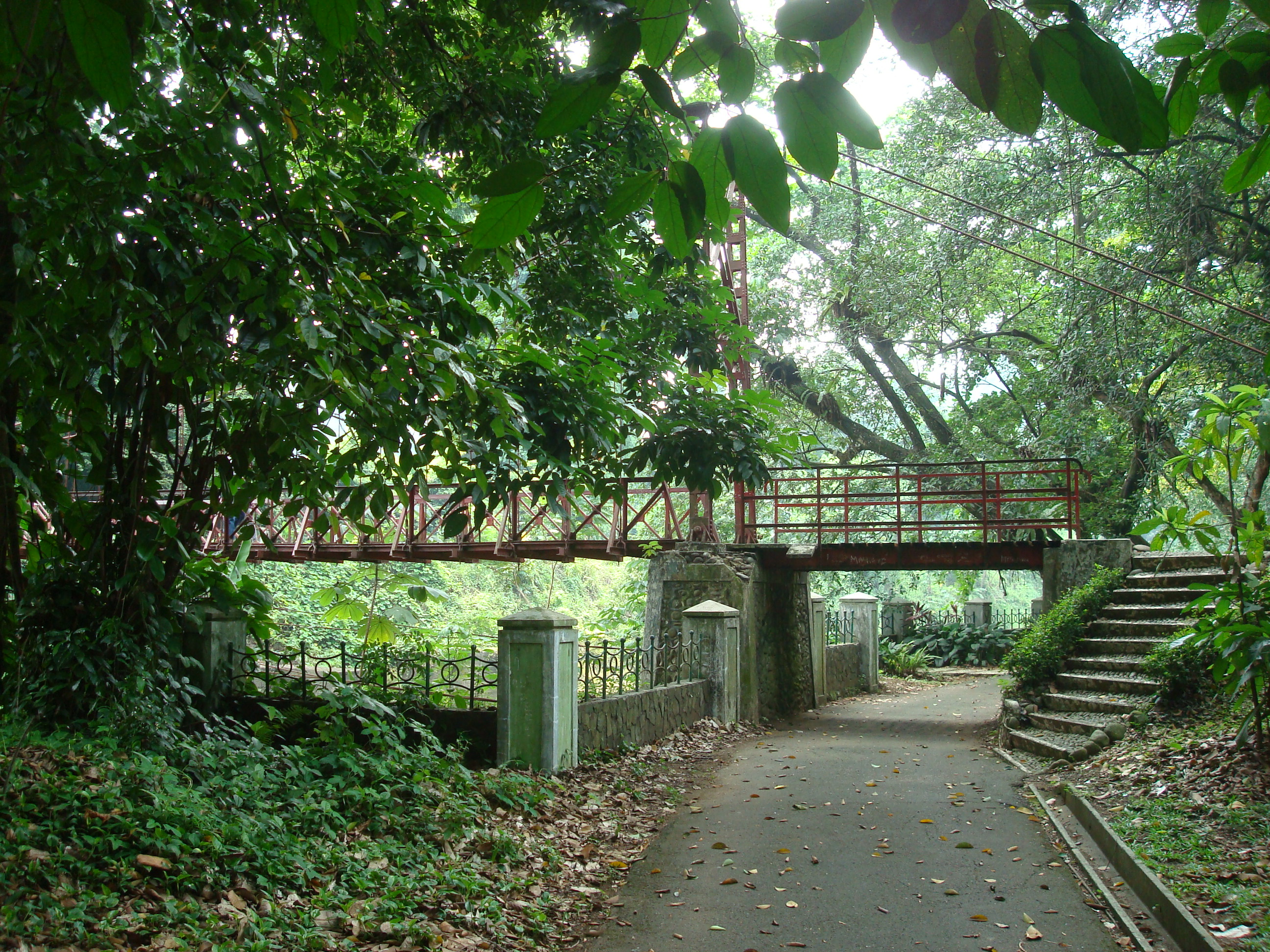
Міст у ботанічному саду
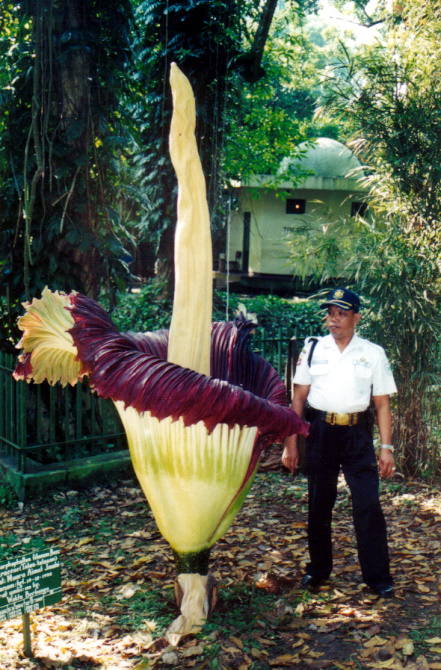
Amorphophallus titanum
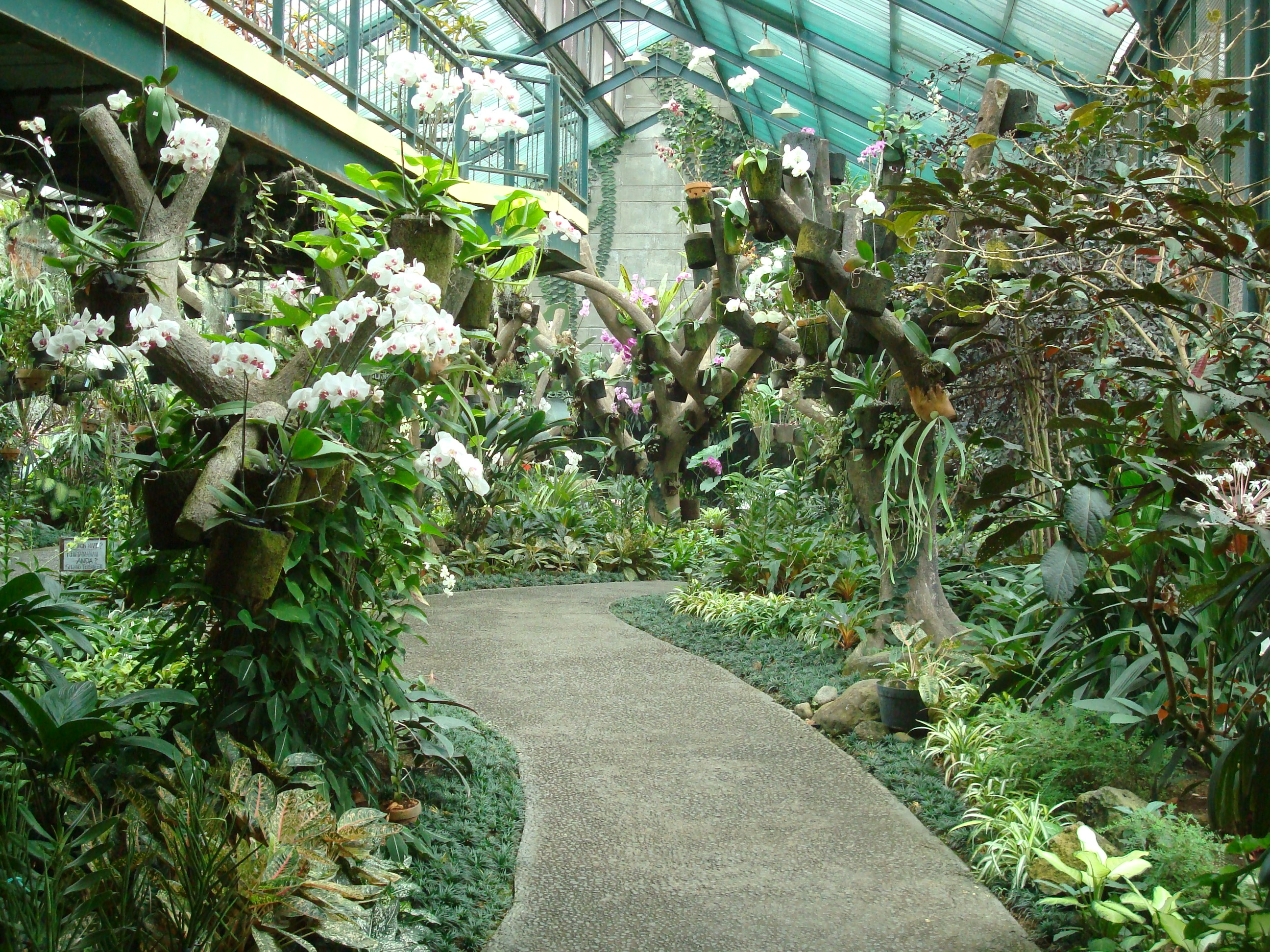
Орхідеї
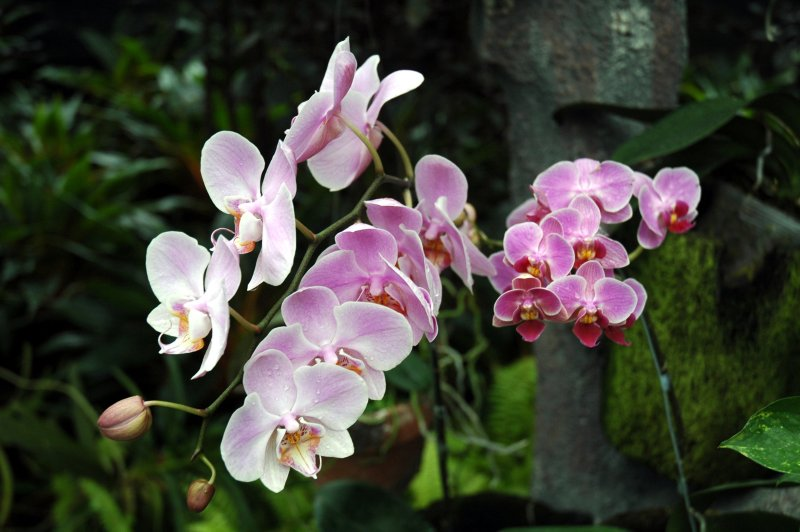
Орхідея
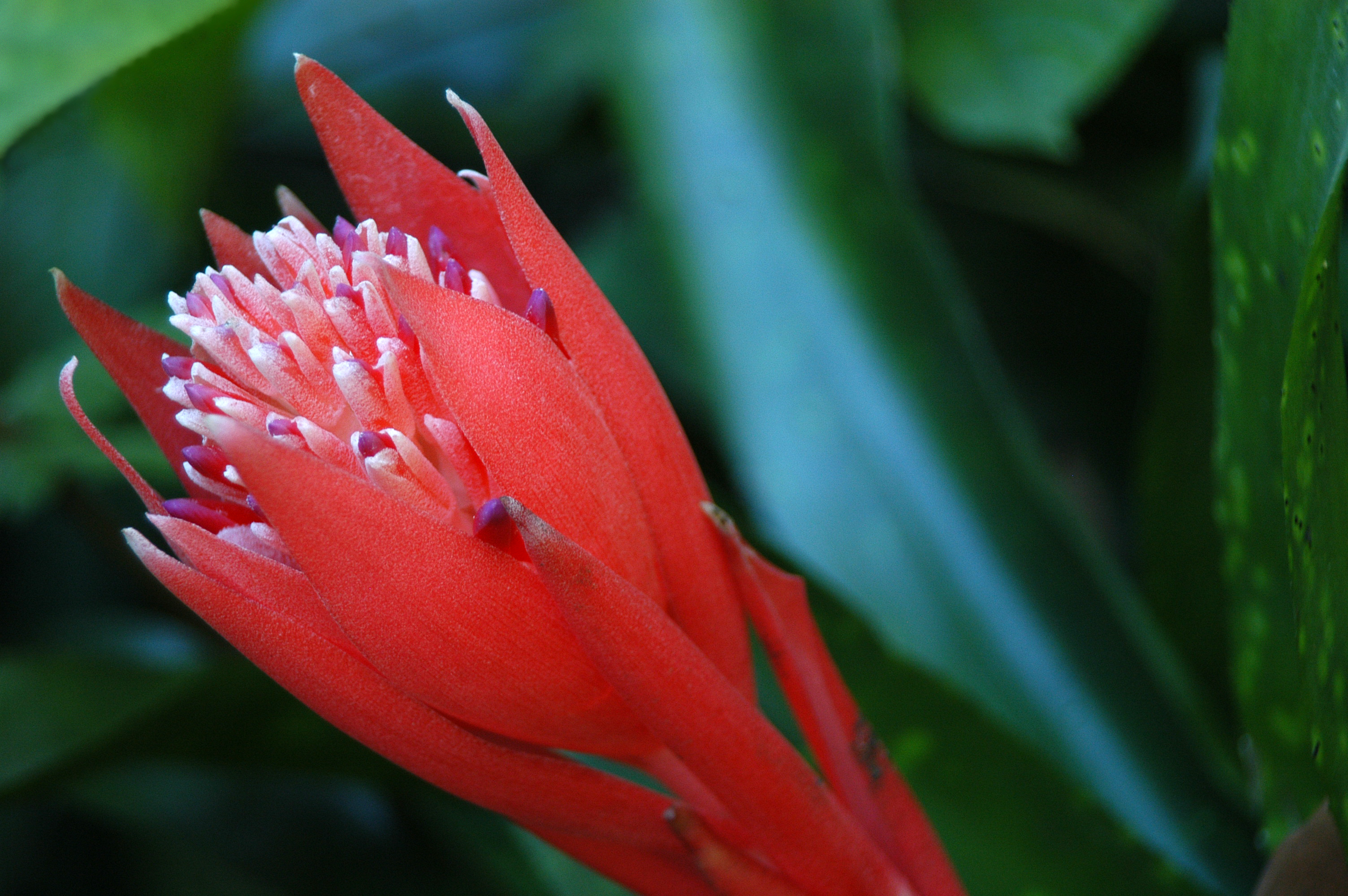
Billbergia pyramidalis
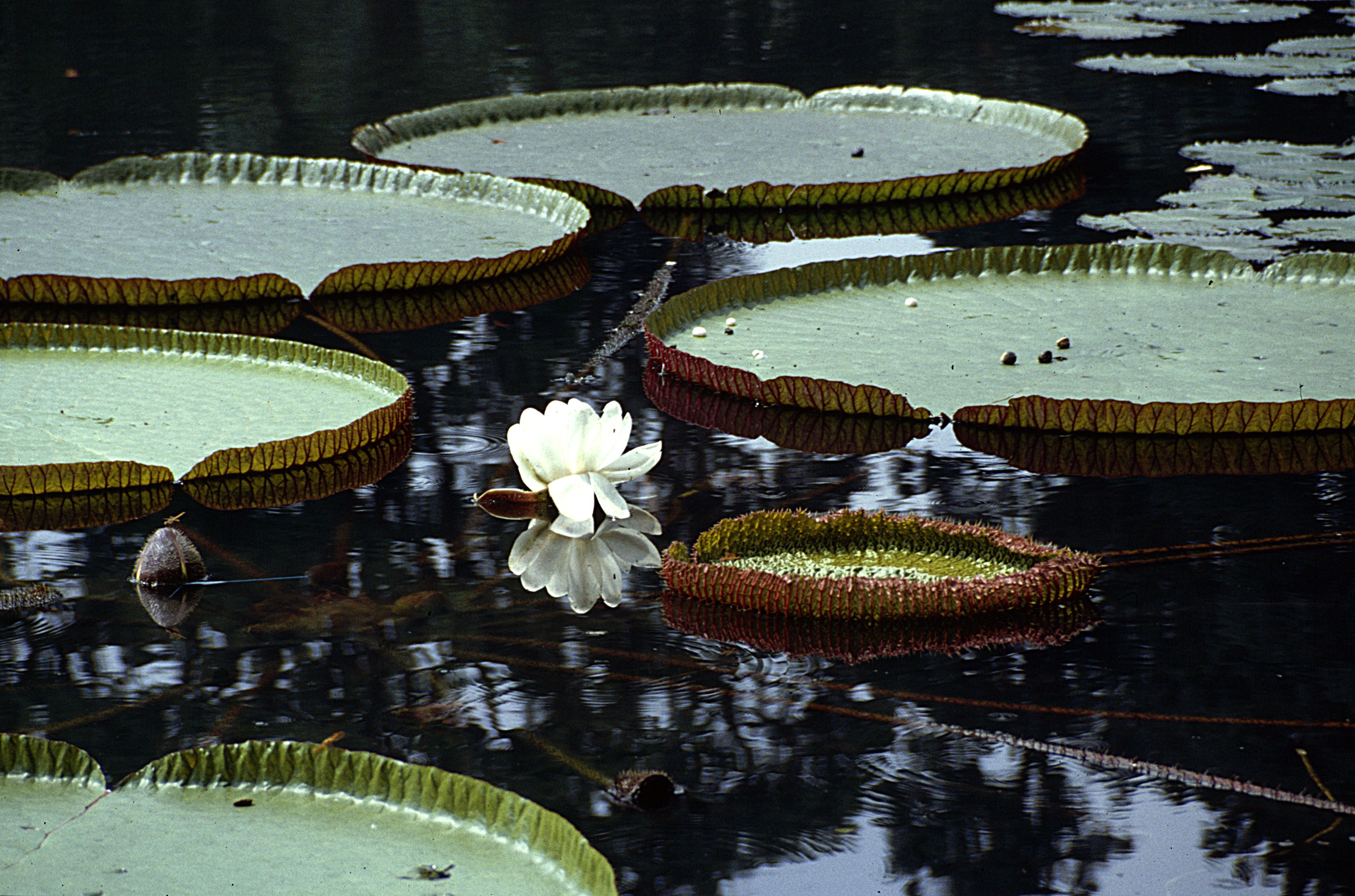
Victoria amazonica
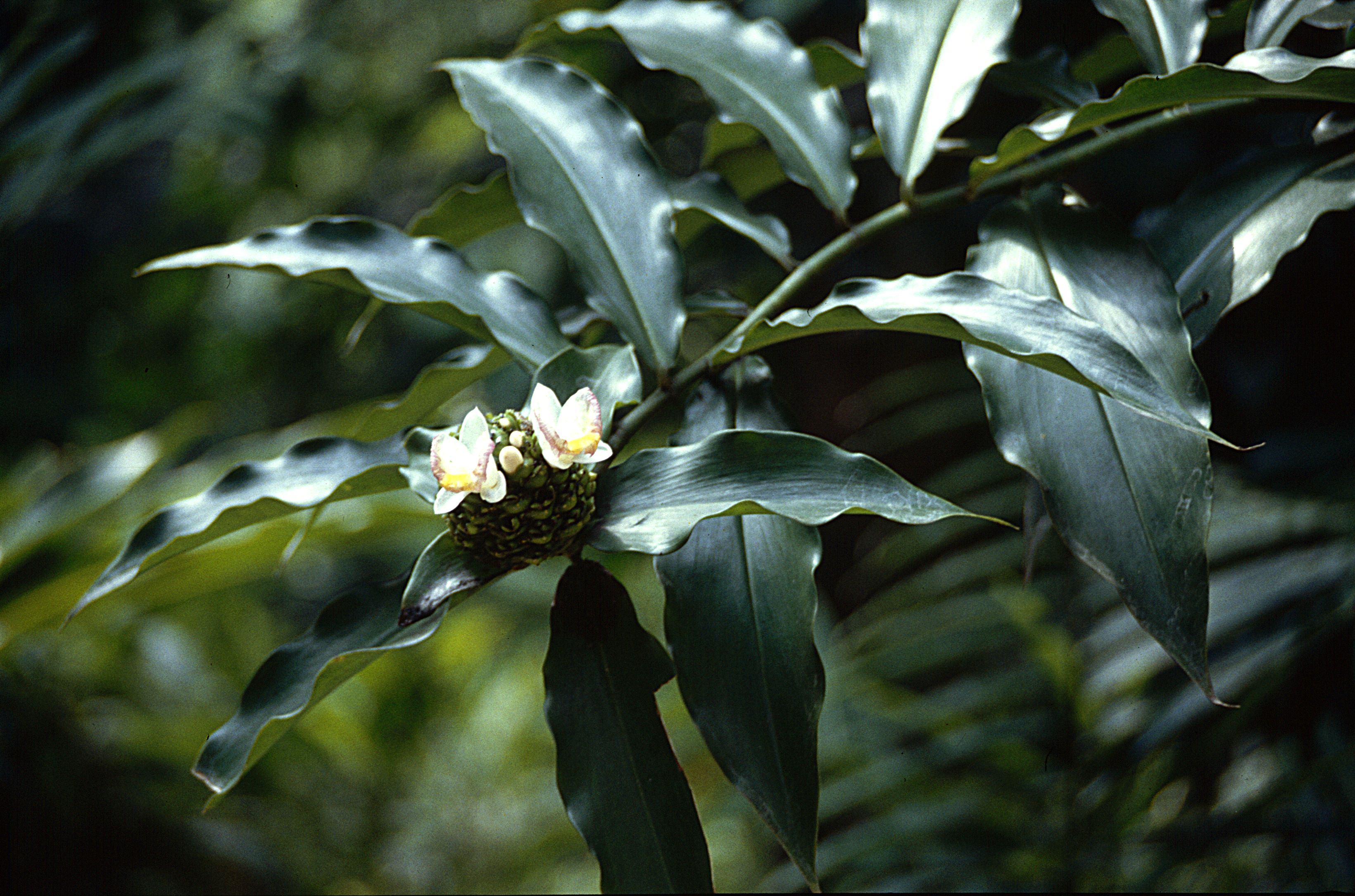
Costaceae
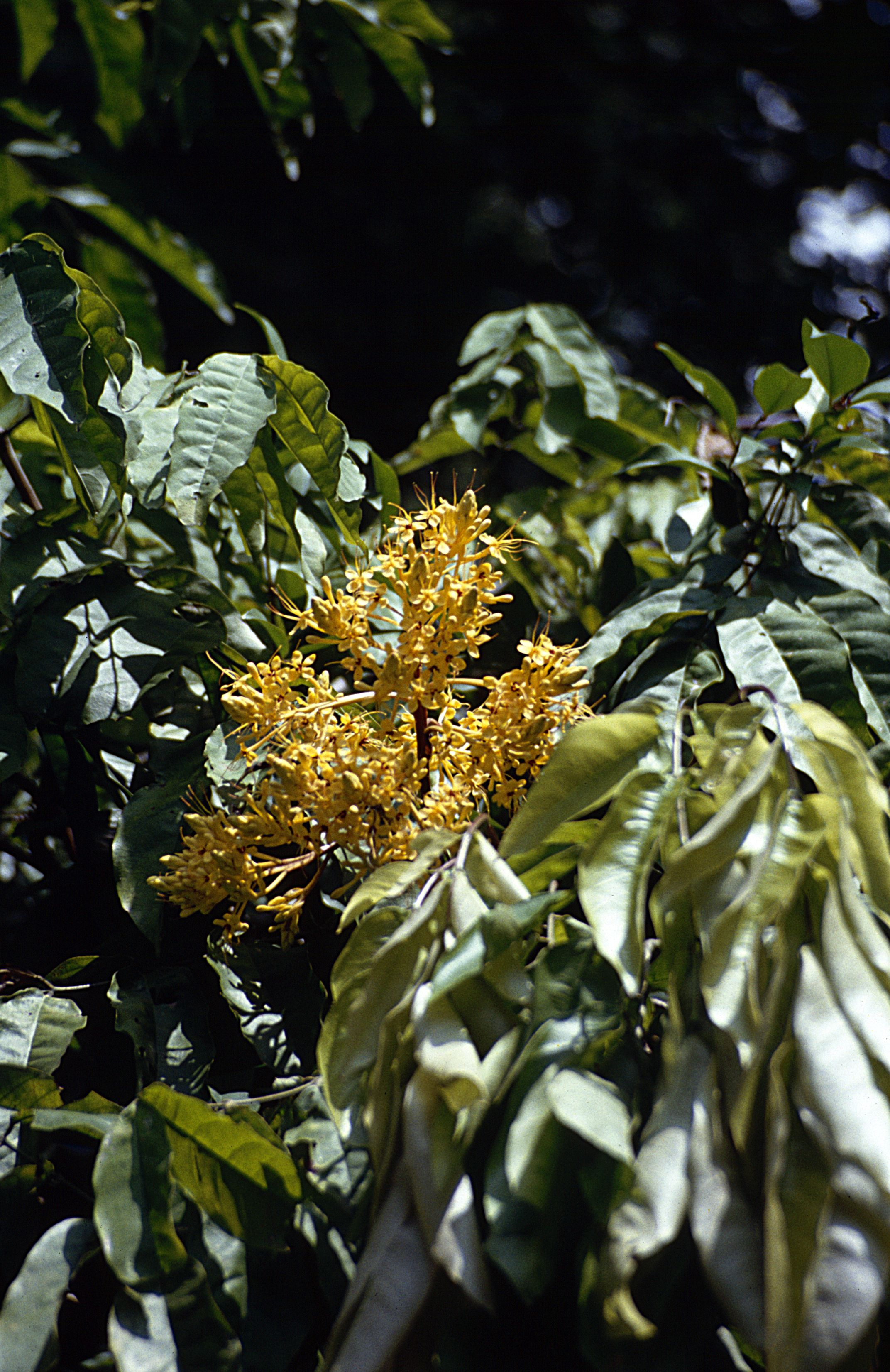
Saraca indica
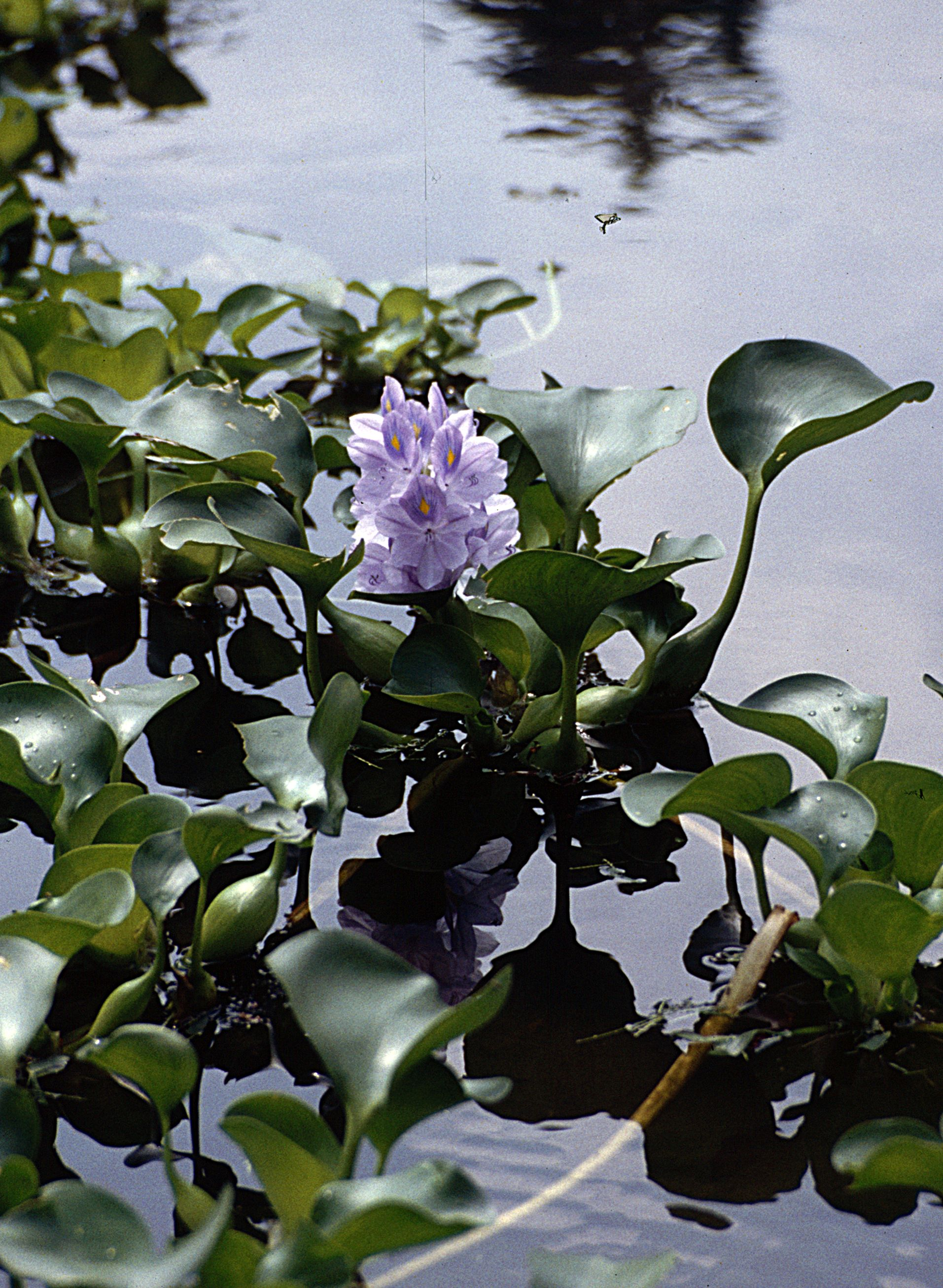
Eichhornia crassipes
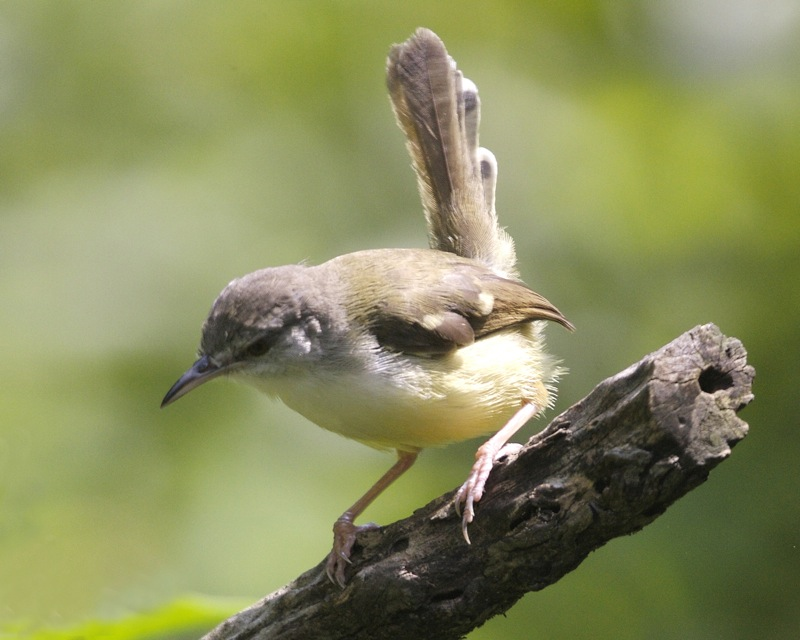
Prinia familiaris
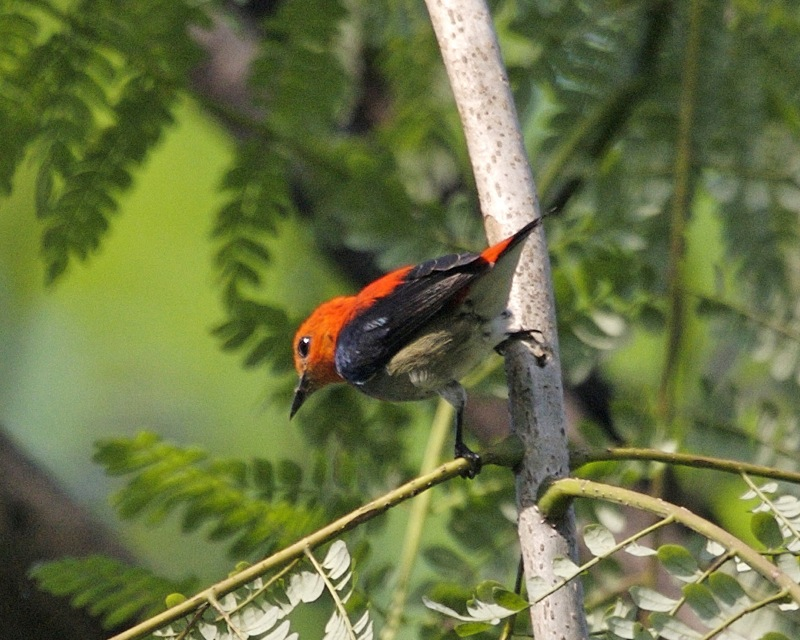
Dicaeum trochileum